# Georgij Balaksjin
Georgij Ruslanovitj Balaksjin (ryska: Георгий Русланович Балакшин), född 6 mars 1980 i Antonovka, Jakutiska socialistiska sovjetrepubliken i Sovjetunionen, är en rysk boxare som tog OS-brons i flugviktsboxning 2008 i Peking. Han var även med och tävlade i flugviktsboxningen vid OS 2004.

## Meriter

### Olympiska meriter

#### Olympiska sommarspelen 2008
- Huvudartikel: Boxning vid olympiska sommarspelen 2008

| Tävlande          | Viktklass | Sextondelsfinal      | Åttondelsfinal           | Kvartsfinal          | Semifinal            | Final                |  |
| Tävlande          | Viktklass | Motståndare Resultat | Motståndare Resultat     | Motståndare Resultat | Motståndare Resultat | Motståndare Resultat |  |
| ----------------- | --------- | -------------------- | ------------------------ | -------------------- | -------------------- | -------------------- |  |
| Georgij Balaksjin | Flugvikt  |                      | Sarsembayev (KAZ) W 12-4 | Kumar (IND) W 15-11  | Laffita (CUB) L 8-9  | Gick inte vidare     |  |